# آبکاری الکترولیتی مس

## مقدمه
آبکاری الکترولیتی مس صنعتی عظیمی است که در سراسر جهان به شدت در حال افزایش است. آبکاری یک روش بسیار مؤثر در صنعت پوشش فلزات در نظر گرفته می‌شود.

#### مس
مس(cu)که ۲۹ امین عنصر جدول تناوبی است، به خودی خود به دلیل عرضهٔ محدود و تقاضای زیاد آن فلزی بسیار گران است. دلیل اینکه تقاضا برای مس زیاد است این است که یک عنصرحیاتی است که برای همه چیز در لوله‌کشی، سیم کشی، الکترونیک گرفته تا کودهای صنعتی و آفت کش‌ها و… استفاده می‌شود. مس به دلیل خواص منحصر به فردش، فلزی معجزه آسا محسوب می‌شود. این فلز چکش خوار است، جریان الکتریسیته را هدایت می‌کند (پس از نقره دارای بالاترین رسانایی الکتریکی است)، در برابر خوردگی مقاومت می‌کند و بهترین ویژگی آن این است که به راحتی می‌تواند اشکال مختلفی را به خود بگیرد؛ بنابراین، صنعت آبکاری مس در حال پیشرفت و افزایش است. اساساً فرایند آبکاری مس، فرآیندی است که در آن یک لایه نازک مس روی سطح یک فلز یا غیرفلز آبکاری می‌شود یا قرار می‌گیرد.

## آبکاری مس
آبکاری مس از طریق استفاده از برق یا گذشتن جریان الکتریکی در محلولی به نام الکترولیت انجام می‌شود. مفهوم آبکاری مسی ساده است: ویفری را که قرار است آبکاری شود در یک حمام الکترولیت فروکنید، جریان الکتریکی را اعمال کنید و در این حالت یون‌های مس، مهاجرت کرده و در مناطقی با یک لایه بذر فلزیِ از قبل موجود، رسوب می‌کنند.

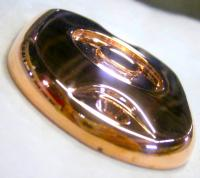
آبکاری مس روی فلز آلومینیوم

### محلول آبکاری مس
در محلول آبکاری مس، ظرفی از آب به همراه میلهٔ مسی و آیتمی که نیاز به آبکاری مسی دارد قرار می‌گیرد. این آب حاوی یک محلول یونی است که به جریان الکتریسیته کمک می‌کند تا مستقیماً از میله مسی به قطعه آبکاری جریان یابد.
با فرو بردن دو الکترود در الکترولیت و اتصال آن به مدار با برق یا باتری، میله مسی حل می‌شود و یون‌های (کاتیون) مس به صورت فیزیکی به وسیله ای که نیاز به آبکاری دارد منتقل می‌شوند (توسط الکترولیت). از این رو، یک فیلم یا پوشش فلزی نازک، جامد و فلزی بر روی سطح مورد نظر تشکیل می‌شود.
به‌طور خلاصه، مفهوم محلول آبکاری مس به این صورت است که یک آیتم در یک حمام الکترولیت غوطه ور می‌شود (جایی که الکتریسیته به‌طور مستقیم اعمال می‌شود) تا یون‌های مس مهاجرت کرده و روی سطح فلزی که نیاز به آبکاری مسی دارد، رسوب کنند.

## نگاهی دقیق تر به نحوه عملکرد محلول آبکاری مس
انتخاب الکترولیت مناسب و الکترودهای مناسب اولین قدم برای آبکاری است؛ بنابراین، برای آبکاری مس، الکترولیت ساخته شده از محلول نمک مس ضروری است.
مرحله بعدی این است که بررسی کنید که الکترود حتماً کاملاً تمیز باشد و این کار را می‌توان با فرو بردن الکترود در محلول قلیایی یا اسید قوی انجام داد تا کاملاً تمیز شوند. این مرحله مهم است زیرا اگر الکترود تمیز نباشد، اتم‌ها ی مس پیوند مناسبی روی آن ایجاد نمی‌کنند و ممکن است ساییده شوند. از این رو، هنگامی که الکترود تمیز است، اتم‌های مس می‌توانند که به‌طور مؤثر روی آیتم و فلز مورد نظر بچسبند و آبکاری مس را محکم و دست نخورده نگه دارند.
هنگامی که الکترود تمیز شد، فرایند واقعی آبکاری آغاز می‌شود. برای این کار به سه چیز نیاز است. اول، به دو الکترود که از مواد رسانای مختلف هستند نیاز داریم. بعد از آن به الکترولیت یا محلول حاوی نمک مس و سوم باتری یا منبع برق. به عنوان مثال، اگر بخواهیم روی یک قطعه آهن آبکاری مس کنیم، به یک الکترود مس و یک الکترود آهن تمیز و یک محلول نمک مس (مانند محلول سولفات مس) نیاز داریم.
در این فرایند مس تبدیل به الکترود مثبت می‌شود (به آن آند نیز می‌گویند) و آهن، به الکترود منفی (به اصطلاح کاتد) تبدیل می‌شود.
در مرحله نهایی، هنگامی که دو نوع الکترود در محلول فرومی‌روند، نوبت اتصال الکترولیت به برق است.
بنابراین، به محض آماده شدن سیستم، جریان برق عبور می‌کند و محلول سولفات مس، به یون‌ها تقسیم می‌شود و کاتیون‌های مس جذب الکترود آهن می‌شوند که به آرامی یک لایه نازک از آبکاری مس روی آن رسوب می‌کند.
آبکاری مس نیاز به زمان دارد و بیشتر به غلظت الکترولیت و قدرت الکتریسیته بستگی دارد.

## کاربردهای آبکاری الکترولیتی مس

### مقدمه
آبکاری را می‌توان برای اهداف مختلف به کار برد. از آن می‌توان برای محافظت از فلز یا برای اهداف تزئینی استفاده کرد و به همین دلیل مهم است که فلزی که آبکاری می‌شود باید بادوام باشد و بعد از آبکاری از لحاظ ظاهری روشن به نظر برسد.
از این رو، از آبکاری مس در خودروها، هواپیماها، مخابرات و برخی کالاهای مصرفی روزانه استفاده می‌شود.
به استثنای در صنعت آبکاری نواری پیوسته، مس پس از نیکل دومین فلز رایج برای آبکاری است. آبکاری مس چندین مزیت نسبت به سایر فرآیندهای آبکاری دارد، از جمله قیمت کم مس نسبت به سایر فلزها، رسانایی بالای مس و روکش روشن با انعطاف‌پذیری و چکش خواری بالا، و راندمان آبکاری بالا. این فرایند (آبکاری الکترولیتی مس) هم کاربردهای تزئینی و زینتی و هم مهندسی متنوعی دارد.

### کاربردهای زینتی
آبکاری مسی تزئینی از قدرت تسطیح بالای فرمولاسیون حمام مسی که رسوبات روشن ایجاد می‌کند استفاده می‌کند. همچنین توانایی فلز مس برای پوشاندن عیوب و نرمی و چکش خواری آن باعث کارآمد واقع شدن آن شدده است.
در حالی که مس ممکن است به عنوان لایه سطحی تزئینی نهایی استفاده شود، معمولاً با فلزات دیگری که در برابر سایش یا کدر شدن مقاوم‌تر هستند (مانند کروم، نیکل یا طلا) آبکاری می‌شود.
محصولاتی که از آبکاری مس برای کاربردهای زینتی استفاده می‌کنند شامل صنعت خودرو، مبلمان، دستگیره‌های در و کابینت، وسایل روشنایی، ظروف آشپزخانه، سایر کالاهای خانگی، و پوشاک هستند.
همچنین از آبکاری مس برای ضرب پول (سکه) en:Mint (facility) نیز استفاده می‌شود.

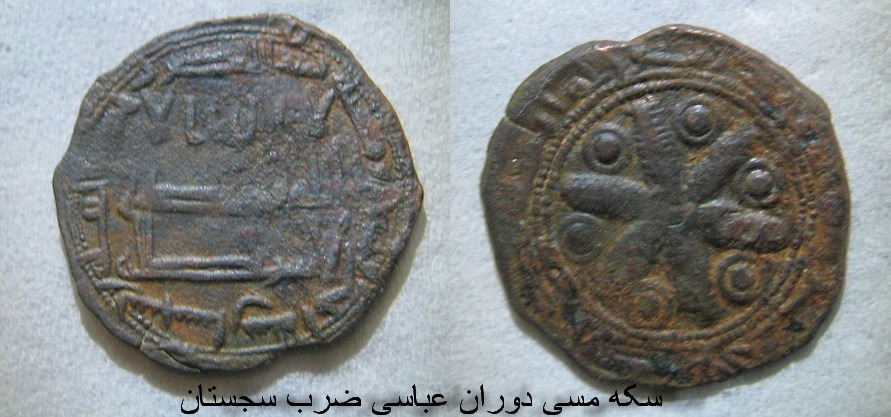
سکه مسی دوران عباسی ضرب سجستان

### کاربردهای مهندسی
آبکاری مس در در ساخت وسایل الکتریکی و الکترونیکی کاربرد بسیاری دارد و علت آن رسانایی الکتریکی بالای مس است. همان‌طور که قبل تر هم گفته شد مس بعد از نقره، دارای بالاترین رسانایی الکتریکی است.
مس روی بردهای الکترونیکی آبکاری می‌شود تا فلز را به سوراخ‌های عبوری اضافه کند و مدار رسانای برد را بسازد. این کار یا از طریق یک فرایند تفریق (Subtractive processes) که در آن مس به عنوان یک لایه روکش می‌شود که متعاقباً با یک ماسک طرح دار حک می‌شود تا مدار مورد نظر را تشکیل دهد (آبکاری پانل) انجام می‌شود یا از طریق یک فرایند افزودنی یا نیمه افزودنی که در آن یک ماسک طرح دار در معرض دید قرار می‌گیرد.

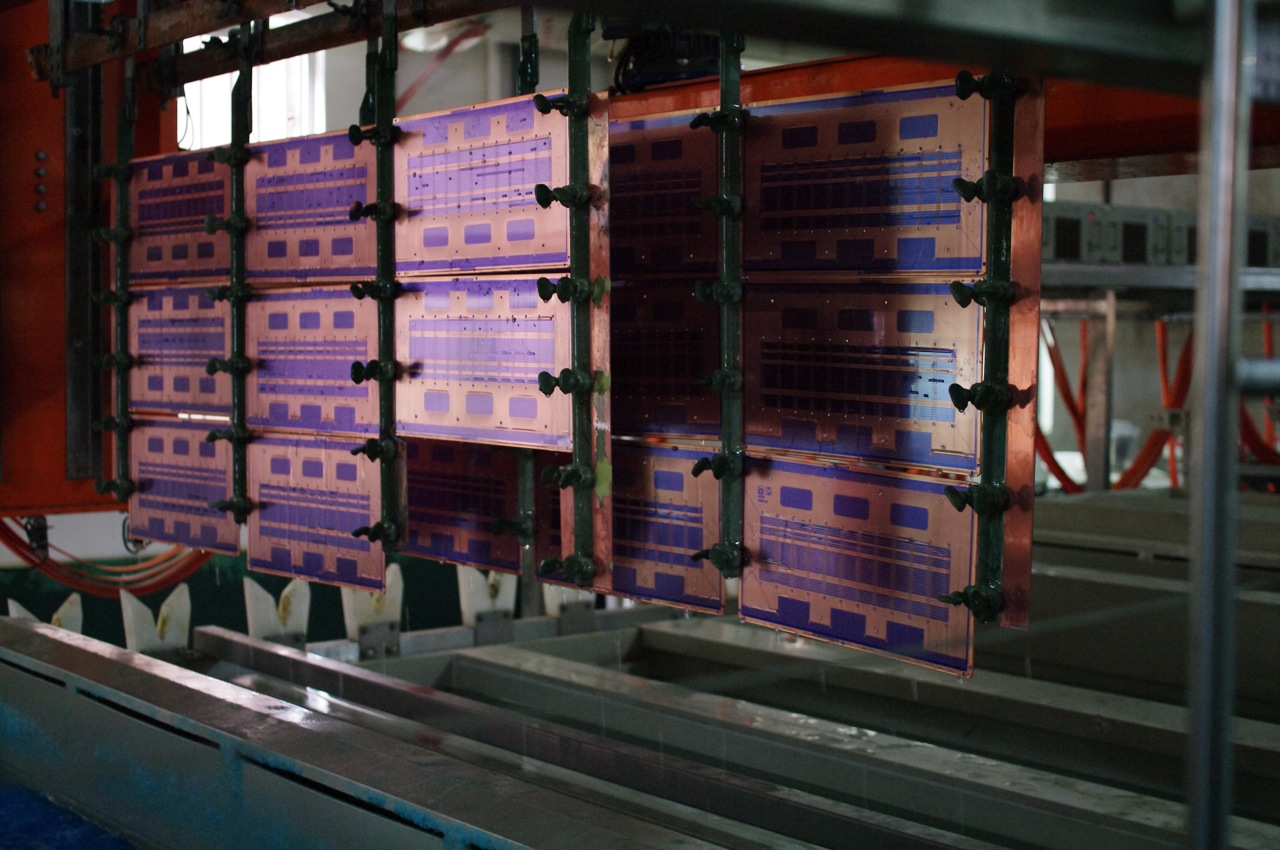
PCBها در یک خط آبکاری با الگوی مس صنعتی ساخته می‌شوند

صنعت نیمه‌رسانا نیز از فرایند دمشق (the damascene process) برای قالب‌بندی مس به داخل گذرگاه‌ها و ترانشه‌های اتصالات متالیزاسیون استفاده می‌کند. مس همچنین برای صفحات سیم فولادی برای کاربردهای کابل کشی الکتریکی استفاده می‌شود
به عنوان یک فلز نرم (soft metal)، مس نیز چکش خوار است و بنابراین انعطاف ذاتی برای حفظ چسبندگی دارد (حتی اگر یک زیر لایهٔ در معرض خم شدن و دستکاری پس آبکاری باشد). هنگام آبکاری، مس یک پوشش صاف و یکنواخت را فراهم می‌کند که بنابراین یک پایه عالی برای فرآیندهای پوشش یا آبکاری اضافی جدید ایجاد می‌کند. مقاومت در برابر خوردگی نیز یکی دیگر از مزایای مس است. اگر چه مس به اندازه نیکل در برابر خوردگی مقاوم نیست؛ بنابراین در صورت نیاز به محافظت بیشتر در برابر خوردگی، معمولاً به عنوان لایه پایه برای نیکل استفاده می‌شود. معمولاً برای موادی که برای کار در محیط‌های دریایی و زیردریایی مورد نیاز هستند این عمل انجام می‌شود. در نهایت، مس دارای خواص ضد باکتریایی است و به همین دلیل در برخی از کاربردهای پزشکی استفاده می‌شود.